# Westerly
Westerly è una città degli Stati Uniti d'America, nella Contea di Washington, nello Stato del Rhode Island.
La popolazione era di 22 866 abitanti nel censimento del 2000.
Gli uffici della Società Missionaria della Chiesa Battista del Settimo Giorno sono in Westerly.